# Frank Cumiskey
Frank Cumiskey   (West New York, 6 de setembre de 1912 - Vero Beach, 22 de juliol de 2004) va ser un gimnasta artístic estatunidenc que va competir durant les dècades de 1930 i 1940.
Durant la seva carrera esportiva va prendre part en tres edicions dels Jocs Olímpics d'Estiu, el 1932, 1936 i 1948. Els millors resultats els va obtenir als Jocs de Los Angeles, on disputà quatre proves del programa de gimnàstica. Guanyà la medalla de plata en el concurs complet per equips, mentre en el cavall amb arcs fou quart. Als Jocs de Londres de 1948 destaca una sisena posició en la prova del cavall amb arcs.
En el seu palmarès també destaquen 24 campionats nacionals, cinc d'ells en el concurs complet. Un cop retirat exercí d'entrenador i jutge de gimnàstica. Fou l'entrenador de l'equip estatunidenc als Jocs de Hèlsinki de 1952.